# Radikal 117
Radikal 117 mit der Bedeutung „stehen“ bzw. „aufstehen“ ist eines von 23 der 214 traditionellen Radikale der chinesischen Schrift, die mit fünf Strichen geschrieben werden.
Mit 16 Zeichenverbindungen in Mathews’ Chinese-English Dictionary gibt es nur wenige Schriftzeichen, die unter diesem Radikal im Lexikon zu finden sind.
Das Radikal  nimmt nur in der Langzeichen-Liste traditioneller Radikale, die aus 214 Radikalen besteht, die 117. Position ein. In modernen Kurzzeichen-Wörterbüchern kann es sich an ganz anderer Stelle befinden. Im Neuen chinesisch-deutschen Wörterbuch aus der Volksrepublik China steht es zum Beispiel an 126. Stelle.
Die Orakelknochen- und Bronzeschrift-Form dieses Schriftzeichens zeigen einen großen (大) Menschen, der fest auf einem Untergrund (一) steht.
Als Sinnträger im zusammengesetzten Zeichen stellt 立 das Bedeutungsfeld stehen her wie zum Beispiel in:
竖 (= senkrecht) und
竣 (= beenden).
Letzteres hatte zunächst die Bedeutung, sich (nach Beendigung einer Tätigkeit) erheben.
Das Zeichen 并 (= gleichzeitig) zeigte ursprünglich zwei 立 nebeneinander (立立). Daraus entwickelte sich das heutige 并 mit dem Radikal 51 干.
Die obere Komponente der Zeichen 竟 (= vollenden), 章 (zhang = Kapitel), 意 (yi = Bedeutung) besteht immer aus dem Radikal 180 音 (yin = Laut). Die Zeichen 童 (tong = Kind) und 妾 (qi = Nebenfrau) hatten oben ursprünglich eine 辛 (= beißend, Radikal 160) ähnelnde Komponente ohne den unteren Horizontalstrich. In die Sklaverei gefallene Männer hießen früher 童. Dieses Zeichen setzte sich aus 辛 (ohne unteren Horizontalstrich) plus 重 als Lautträger zusammen. Die Nebenfrau 妾 war die Kombination 辛 (ohne unteren Horizontalstrich) plus Frau (女).
竞 (in 竞争 = Wettkampf) ist verkürzt aus 竞 hervorgegangen. Der obere Teil war in der Urform kein 立, sondern Radikal 149 言 (= Wort). Die Komponente darunter ist der 口 (= Mund) und unten stand der Mensch (儿). Zweimal 言 nebeneinander (wie in 竞) bedeutete zwei sprechen, woraus das heutige Zeichen 竞 (= Wettbewerb) seinen Sinn bezieht.
Als Lautträger fungiert 立 in folgenden Zeichen:
粒 (= Korn),
笠 (= breiter Regenhut aus Bambusgras),
垃 (= Müll) und
拉 (= ziehen).

## Schriftzeichenverbindungen, die vom Radikal 117 regiert werden
| Striche | Zeichen                 |
| ------- | ----------------------- |
| +0      | 立                      |
| +02     | 竌 竍                   |
| +03     | 竎 竏                   |
| +04     | 竐 竑 竒 竓 竔 竕 竖 竗 |
| +05     | 竘 站 竚 竛 竜 竝 竞    |
| +06     | 竟 章 竡                |
| +07     | 竢 竣 竤 童 竦 竧       |
| +08     | 竨 竩 竪 竫             |
| +09     | 竬 竭 竮 端 竰          |
| +11     | 竱                      |
| +12     | 竲 竳 竴                |
| +13     | 竵                      |
| +15     | 競 竷                   |
| +17     | 竸                      |

 Im Unicodeblock Kangxi-Radikale ist das Radikal 117 unter der Codepointnummer 12.148 (U+2F74) codiert.